# Keltischer Wackelstein

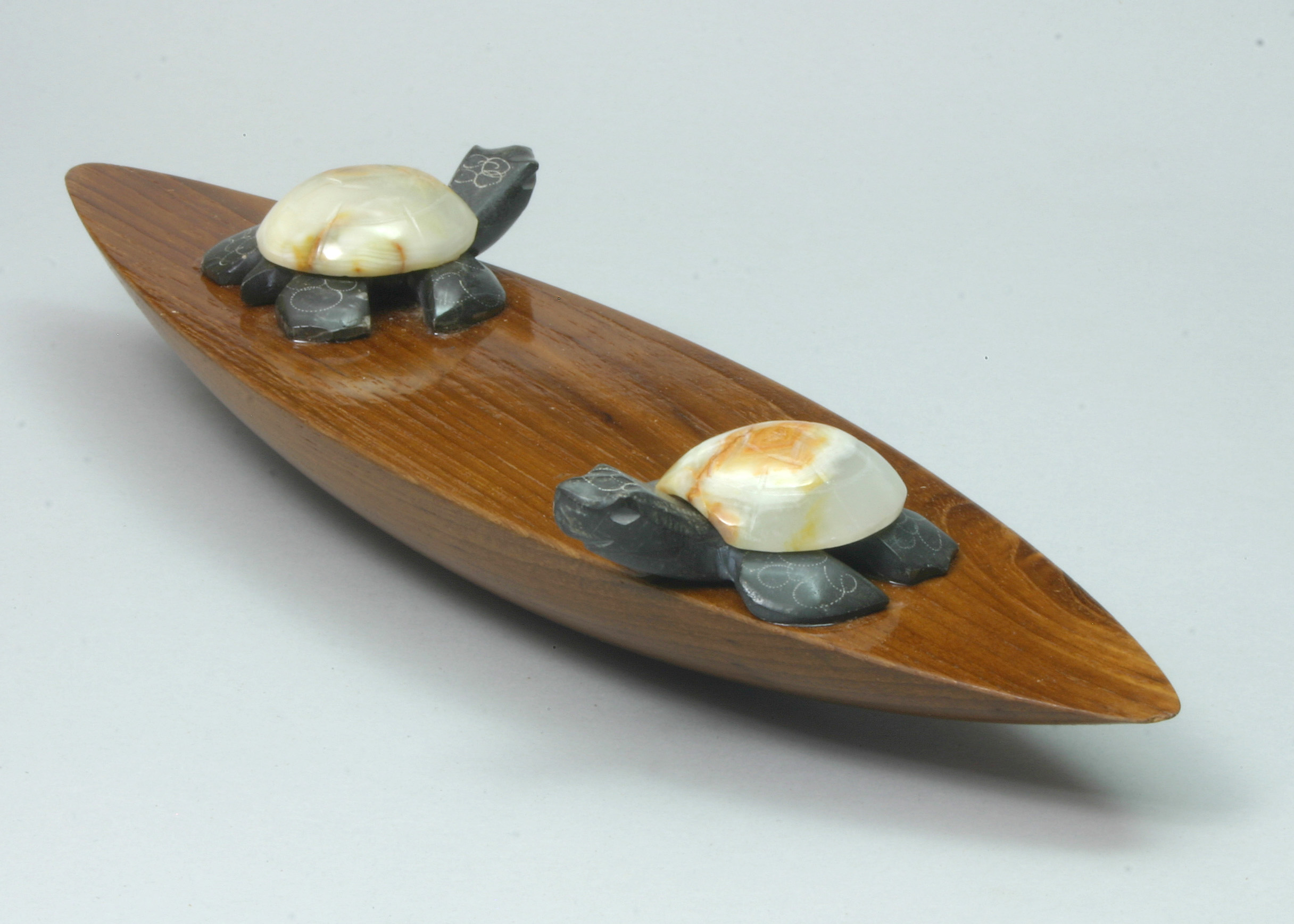
Wackelstein mit Schildkröten als Verzierung

Ein keltischer Wackelstein (auch keltisches Wackelholz, Celt oder Rattleback) ist ein physikalisches Spielzeug. Er besteht aus einem zehn bis zwanzig Zentimeter langen, an der Unterseite ellipsoid geformten Stück Stein, Holz, Plastik oder anderem Material. 

## Eigenschaften
Dreht man einen auf der abgerundeten Seite liegenden Wackelstein auf einer ebenen Unterlage, so zeigt er je nach Drehrichtung ein unterschiedliches Verhalten: In einer Drehrichtung (zum Beispiel im Uhrzeigersinn) dreht sich der Wackelstein erwartungsgemäß stabil, bis er durch Reibung zum Stehen kommt. Diese Drehrichtung nennt man auch bevorzugte Drehrichtung des Wackelsteins. In der anderen Drehrichtung wird der Wackelstein jedoch rasch langsamer, wobei er entlang der Längsachse zu wackeln anfängt. Nachdem die Drehung komplett in eine Wackelschwingung übergegangen ist, fängt der Wackelstein an, entgegengesetzt zur ursprünglichen Drehrichtung zu rotieren.

## Namensgebung
Der Name keltischer Wackelstein rührt daher, dass angeblich keltische Priester die Steine zur Entscheidungsfindung oder zur Beeinflussung von Entscheidungen anderer verwendeten.

## Ursache des Verhaltens
Die Ursache der Bewegung ist wenig anschaulich. Die Masse eines Wackelsteins ist unsymmetrisch verteilt, was durch natürliche Gegebenheiten oder eingelassene oder aufsitzende Gewichte erreicht wird. Die entstehende Unwucht und die Reibung mit der Unterlage sorgen für die Wackelbewegung. Während jeder Schwingung kippt der Wackelstein leicht in Richtung seines Übergewichts, so dass eine Drehung in seine Vorzugsrichtung stattfindet.
Es gibt umfangreiche physikalische Untersuchungen zum Wackelstein.

### Chiralität
Eine ebene Fläche und die senkrecht darauf wirkende Schwerkraft sind rotationssymmetrisch. Die Existenz einer Vorzugs-Rotationsrichtung des Wackelkörpers muss daher aus Eigenschaften dieses Körpers selbst ableitbar sein. Ist der Wackelstein ein flacher zweifach-achsparalleler Abschnitt eines länglichen oder Ellipsoids, so gilt in Längs- und Querrichtung Spiegelsymmetrie. Aber die zusätzlichen Schwungmassen am Wackelstein (im Bild die Schildkröten) sitzen, ähnlich wie die Paddler in einem Zweier-Canadier, diagonal, nämlich rechts und links jeweils etwas seitlich der Boots-Längsachse. 
Die Achse des geringsten Trägheitsmoments weicht daher von der Längsachse der Bootsform in Richtung der Verbindungslinie dieser Zusatzmassen ab. Höher – sonst würde das Boot kippen – liegt die Längsachse des Ellipsoids; sie spannt mit der Achse des geringsten Trägheitsmoments eine Helix auf. Die beiden Achsen sind durch Kippschwingung und Auflagekräfte bewegungsrelevant. Sie stehen zueinander in deutlich chiraler Lage, denn die Projektion der einen kreuzt die andere in einem von 90° abweichenden Winkel. Diese Chiralität macht chirales Verhalten des Wackelsteins plausibel.